# Hossein Rezazadeh
Hossein Rezazadeh, também transliterado Reza Zadeh (em persa: حسین رضازاده; Ardabil, 12 de maio de 1978), é um iraniano, campeão mundial e olímpico em halterofilismo.
Definiu sete recordes mundiais — três no arranque, dois no arremesso e dois no total combinado (arranque + arremesso) na categoria acima de 105 kg. Seus recordes foram:
- 206,0 kg no arranque, Atenas, 1999
- 212,5 kg no arranque, Sydney, 2000
- 467,5 kg no total combinado, Sydney, 2000
- 472,5 kg no total combinado, Sydney, 2000
- 263,0 kg no arremesso, Varsóvia, 2002
- 213,0 kg no arranque, Qinhuangdao, 2003
- 263,5 kg no arremesso, Atenas, 2004 (recorde olímpico)

Em 2007 teve um acidente de carro, sofreu lesão no joelho e não pode participar do campeonato mundial daquele ano. Não se recuperando totalmente, renunciou ao halterofilismo profissional e não competiu nos Jogos Olímpicos em Pequim.
Ainda em 2008, tornou-se treinador da equipe iraniana de halterofilismo. Mas devido ao insucesso da equipe no campeonato mundial de 2009, foi demitido. Assumiu a presidência da Federação Iraniana de Halterofilismo em dezembro de 2009.